# 福建大頭蛙
福建大头蛙（学名：Limnonectes fujianensis），为叉舌蛙科大頭蛙屬的两栖动物。其种加词“fujianensis”意为“福建的”。之前常與相近的爪哇大头蛙(Limnonectes kuhlii，真正的「古氏赤蛙」)相混淆. 名稱由來是該物種的產地模式在中國的福建省。亦可見於湖南，浙江和江西以及台灣，亦有文獻記載其有更廣泛的分佈。

## 描述
福建大头蛙是一種中型青蛙，雄蛙體長（snout-vent length）54 mm（2.1英寸） ，雌蛙體長48 mm（1.9英寸）。它的自然棲息地包括潮濕的低地及山地森林、河流、陡坡滞流(intermittent river)、沼澤、淡水濕地、短暫形成的濕地，露天開挖以及運河和溝渠。